# Bonnières, Oise
Bonnières är en kommun i departementet Oise i regionen Hauts-de-France i norra Frankrike. Kommunen ligger i kantonen Marseille-en-Beauvaisis som tillhör arrondissementet Beauvais. År 2022 hade Bonnières 194 invånare.

## Befolkningsutveckling
Antalet invånare i kommunen Bonnières
| Referens: INSEE |